# Geotrygon goldmani
Geotrygon goldmani é uma espécie de ave da família Columbidae.
Pode ser encontrada nos seguintes países: Colômbia e Panamá.
Os seus habitats naturais são: regiões subtropicais ou tropicais húmidas de alta altitude.
Está ameaçada por perda de habitat.